# Park Royal (London Underground)

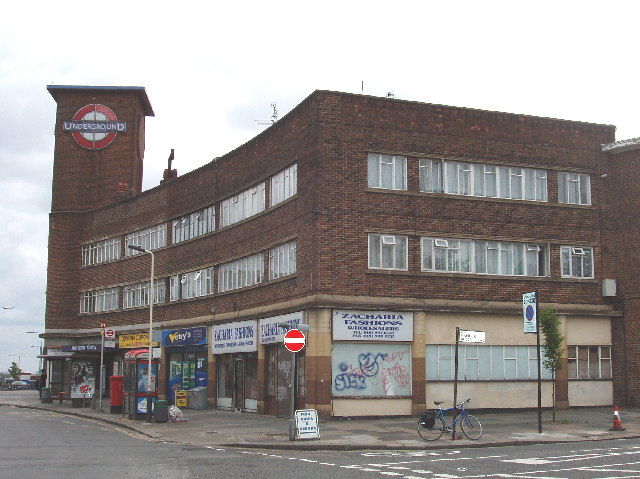
Stationsgebäude

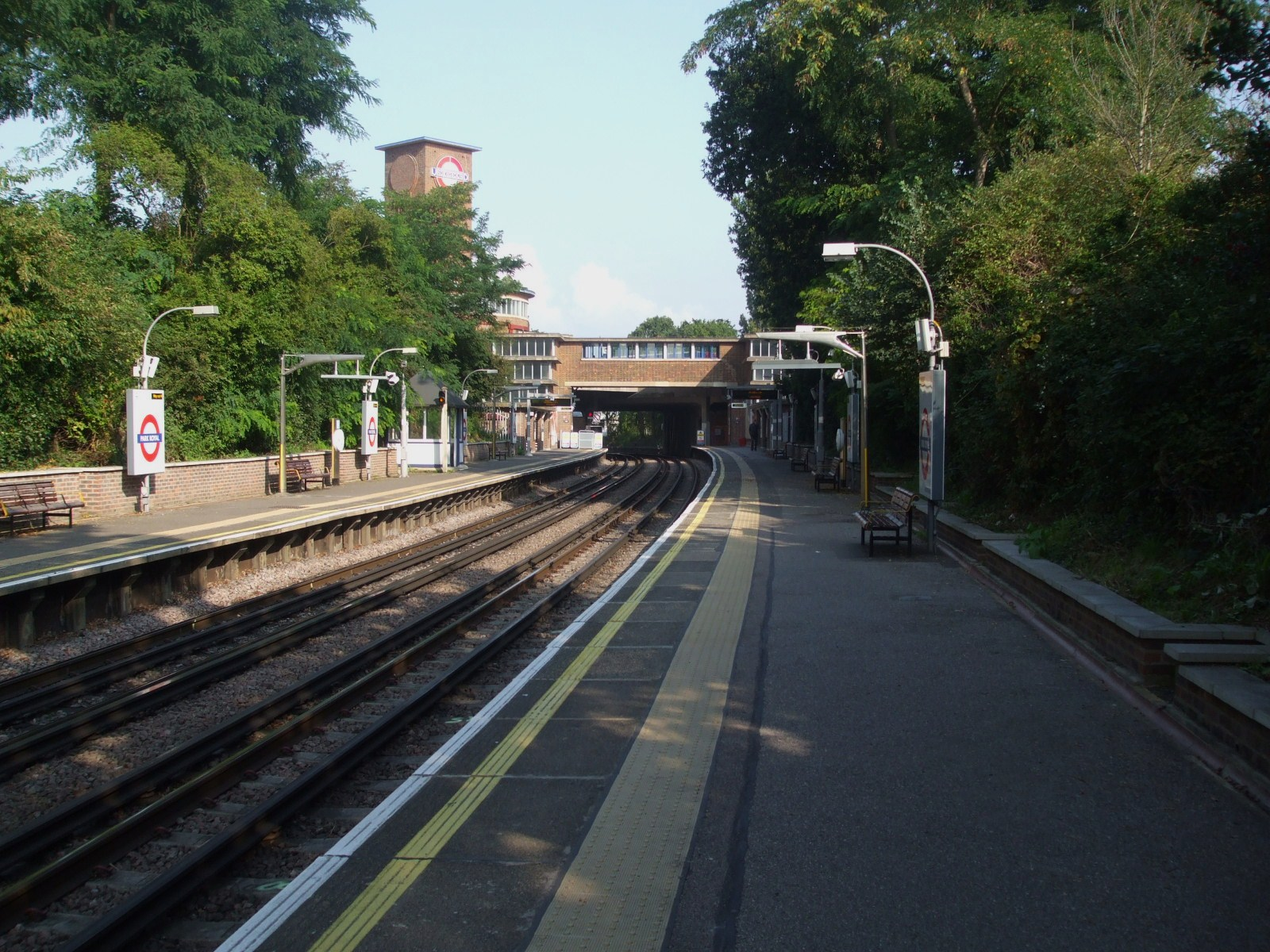
Bahnsteig

Park Royal ist eine oberirdische Station der London Underground im Stadtbezirk London Borough of Ealing. Sie liegt in der Travelcard-Tarifzone 3 an der Western Avenue (A40). Im Jahr 2013 nutzten 1,64 Millionen Fahrgäste diese von der Piccadilly Line bediente Station.
Die Metropolitan District Railway (MDR; Vorgängergesellschaft der heutigen District Line) eröffnete am 23. Juni 1903 von Ealing Common aus eine neue Strecke in Richtung South Harrow. Wenige hundert Meter nördlich befand sich die Station Park Royal & Twyford Abbey, die das Ausstellungsgelände der Royal Agricultural Society of England erschloss. Diese wurde am 5. Juli 1931 geschlossen und durch die heutige, am darauf folgenden Tag eröffnete Station ersetzt. Knapp ein Jahr lang hielten in Park Royal Züge der District Line, bis am 4. Juli 1932 der Betrieb an die Piccadilly Line übertragen wurde. Von 1936 bis 1947 lautete der Stationsname Park Royal (Hanger Hill); der Klammerzusatz bezog sich auf ein benachbartes Wohnviertel.
Zu Beginn war das Stationsgebäude ein schlichter Holzbau, welches man 1936 durch ein neues Bauwerk des Architekturbüros Welch & Lander ersetzte. Es ist an den von Charles Holden geprägten Stil angelehnt und vereint Funktionalismus mit Art déco. Wahrzeichen sind die kreisrunde Eingangshalle mit hohen Fenstern und daran angrenzend ein hoher quadratischer Turm aus roten Ziegelsteinen. Seit 1987 steht die Station unter Denkmalschutz (Grade II).